# Calabanga
Calabanga ist eine philippinische Stadtgemeinde in der Provinz Camarines Sur. Sie hat 83.033 Einwohner (Zensus 1. August 2015).

## Baranggays
Calabanga ist politisch in 48 Baranggays unterteilt.
| - Balatasan - Balombon - Balongay - Belen - Bigaas - Binanuaanan Grande - Binanuaanan Pequeño - Binaliw - Bonot-Santa Rosa - Burabod - Cabanbanan - Cagsao - Camuning - Comaguingking - Del Carmen (Pob.) - Dominorog | - Fabrica - Harobay - La Purisima - Lugsad - Manguiring - Pagatpat (San Jose) - Paolbo - Pinada - Punta Tarawal - Quinale - Sabang - Salvacion-Baybay - San Antonio Poblacion - San Antonio (Quipayo) - San Bernardino - San Francisco (Pob.) | - San Isidro - San Lucas - San Miguel (Pob.) - San Pablo (Pob.) - San Roque - San Vicente (Pob.) - Santa Cruz Ratay - Santa Cruz Poblacion - Santa Isabel (Pob.) - Santa Salud (Pob.) - Santo Domingo - Santo Niño (Quipayo) - Siba-o - Sibobo - Sogod - Tomagodtod |

## Politik
Bürgermeister ist Eddie Severo.

## Wirtschaft
Kokosnuss, Reis, Abacá und Mais sind die wichtigsten landwirtschaftlichen Erzeugnisse. Die meisten Einwohner sind in der Landwirtschaft oder Fischerei beschäftigt.